# Мусиенково
Мусиенково (укр. Мусієнкове) — село,
Чернетчинский сельский совет,
Магдалиновский район,
Днепропетровская область,
Украина.
Код КОАТУУ — 1222387203. Население по переписи 2001 года составляло 270 человек .

## Географическое положение
Село Мусиенково находится на берегу реки Заплавка,
выше по течению примыкает село Заплавка,
ниже по течению примыкают сёла Гупаловка и Чернетчина.
Рядом проходит автомобильная дорога Т-0412.

## История
- В 1886 году поселение Мусиенковые Хутора входило в Чернетченскую волость Новомосковского повета. В нём проживало 509 жителей.
- Уроженцем села является комкор и сподвижник маршала И. Якира, видный военный деятель времен гражданской войны Илья Иванович Гаркавый (1888—1937), командующий Уральским военным округом, жертва сталинских репрессий.